# دارين باريت
دارين باريت هو عازف جاز وعازف بيانو كندي، ولد في 19 يونيو 1967 في مانشستر في المملكة المتحدة.

## وصلات خارجية
- الموقع الرسمي
- دارين باريت على موقع ميوزك برينز (الإنجليزية)
- دارين باريت على موقع أول ميوزيك (الإنجليزية)
- دارين باريت على موقع ديسكوغز (الإنجليزية)